# Näset, Älvdalens kommun
Näset (älvdalska Nęseð eller med lokalt uttal Neseð) är en by vid Nässjöns strand i Älvdalens kommun.
Här startade 1788 Älvdalens porfyrverk, som blev känt för sina produkter i älvdalsporfyr. Porfyrverket uppförde efter en ödeläggande brand av sliphuset 1867, men porfyrbearbetningen lever kvar i byn i form av företaget Porfyrcenter som tillverkar smycken, ljusstakar och prydnadsföremål.